# Anders Månsson Biewer
Anders Månsson Biewer (eller Bieber), född i Stockholm, död 1655 i Stockholm, var en apotekare.  Han räknas till den förste svenskfödde apotekaren som fick ett apoteksprivilegium att öppna ett apotek i Sverige.

## Biografi
Biewer hade fått sin utbildning huvudsakligen utomlands och vid hemkomsten anhöll han hos drottning Kristina att ”i residences staden Stockholm få giöra ett prov af sin handtering och der sammanstädes inrätta ett gott och […] wäl försedt apotek”. Den 28 juni 1649 fick han tillstånd att inrätta ett apotek med namnet Engelen i Stadsholmens södra del. Utöver läkemedel fick han även saluföra ”aromatica, kryddor, konfektyr af alla slag, aqua vitæ” samt ”rätt att öfverlåta apoteket på av Kungl. Maj:t godkänd köpare”.
Före Engelen etablerades redan två apotek i Stockholm (Lejonet och Markattan), men Biewer var den förste svenskfödde apotekaren som fick driva ett apotek. Biewer avled 1655 och själaringningen ägde rum i Tyska kyrkan den 19 december samma år. Biewer var gift med Maria Pastor född i Aachen och inflyttad till Sverige på 1640-talet.
Engelen inrättades till en början vid Järntorget och drevs efter Biewers död av apotekaren Christopher Molitor den äldste, som hade gift sig med Biewers änka. Apoteket flyttades på 1700-talet till Plomgrenska eller Plommenfeltska huset i kvarteret Deucalion vid Triewaldsgränd i hörnet mot Kornhamnstorg. Där låg den kvar fram till 1969.